# Vohli
Vohli är en ö i Finland. Den ligger i sjön Koljonselkä och i kommunen Jämsä i landskapet Mellersta Finland, i den södra delen av landet, 170 km norr om huvudstaden Helsingfors. Öns area är 4,8 hektar och dess största längd är 320 meter i sydöst-nordvästlig riktning.